# Sabulina taurica
Sabulina taurica, syn. Minuartia taurica — вид квіткових рослин родини гвоздикових (Caryophyllaceae).

## Біоморфологічна характеристика
Це багаторічна рослина 3–10 см заввишки, розсіяно запушена. Листки ланцетні, 5–10 мм завдовжки. Чашолистки 4.5–5.5 мм завдовжки, яйцювато-ланцетні. Пелюстки в 2 рази довші за чашолистки.

## Поширення
Ендемік Криму.
В Україні вид росте на кам'янистих схилах — у Криму, зрідка; ендемік Криму